# Kolibki
Kolibki, kašubsky Kòlibczi, německy Koliebken, česky Kolíbky, jsou vesnickou jižní části přímořské městské čtvrti Orłowo města Gdyně v Pomořském vojvodství v Polsku. Nachází se v údolí připomínajícím kolébku, na pobřeží Gdaňského zálivu Baltského moře. Jižní hranici Kolibki tvoří řeka Swelina s městem Sopoty. Přes Kolibky protéká potok Potok Kolibkowski.

## Historie
První písemná zmínka o místu Kolibki pochází z roku 1323 nebo 1324, kde je zmíněno jako Colypka.

## Galerie

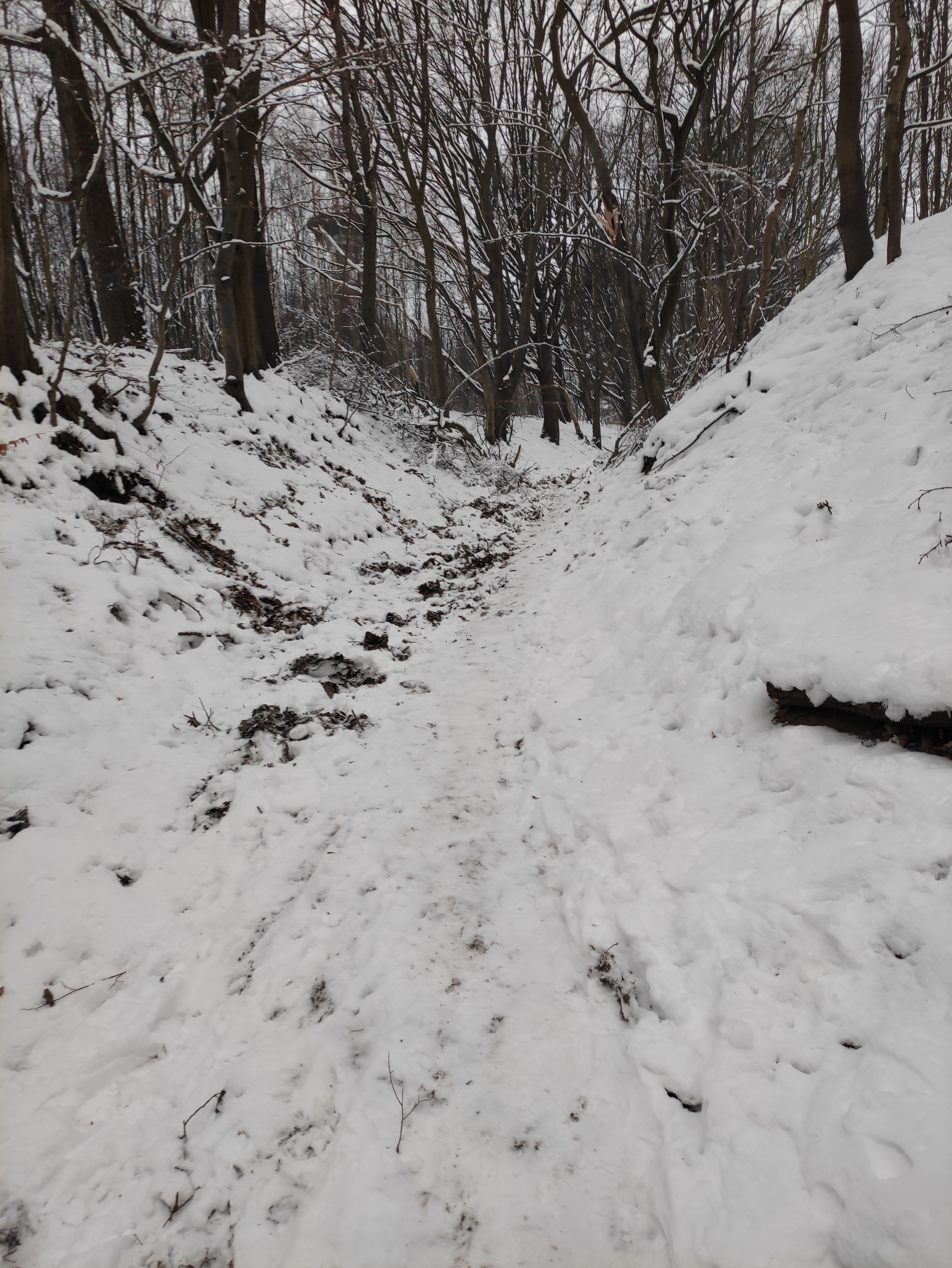
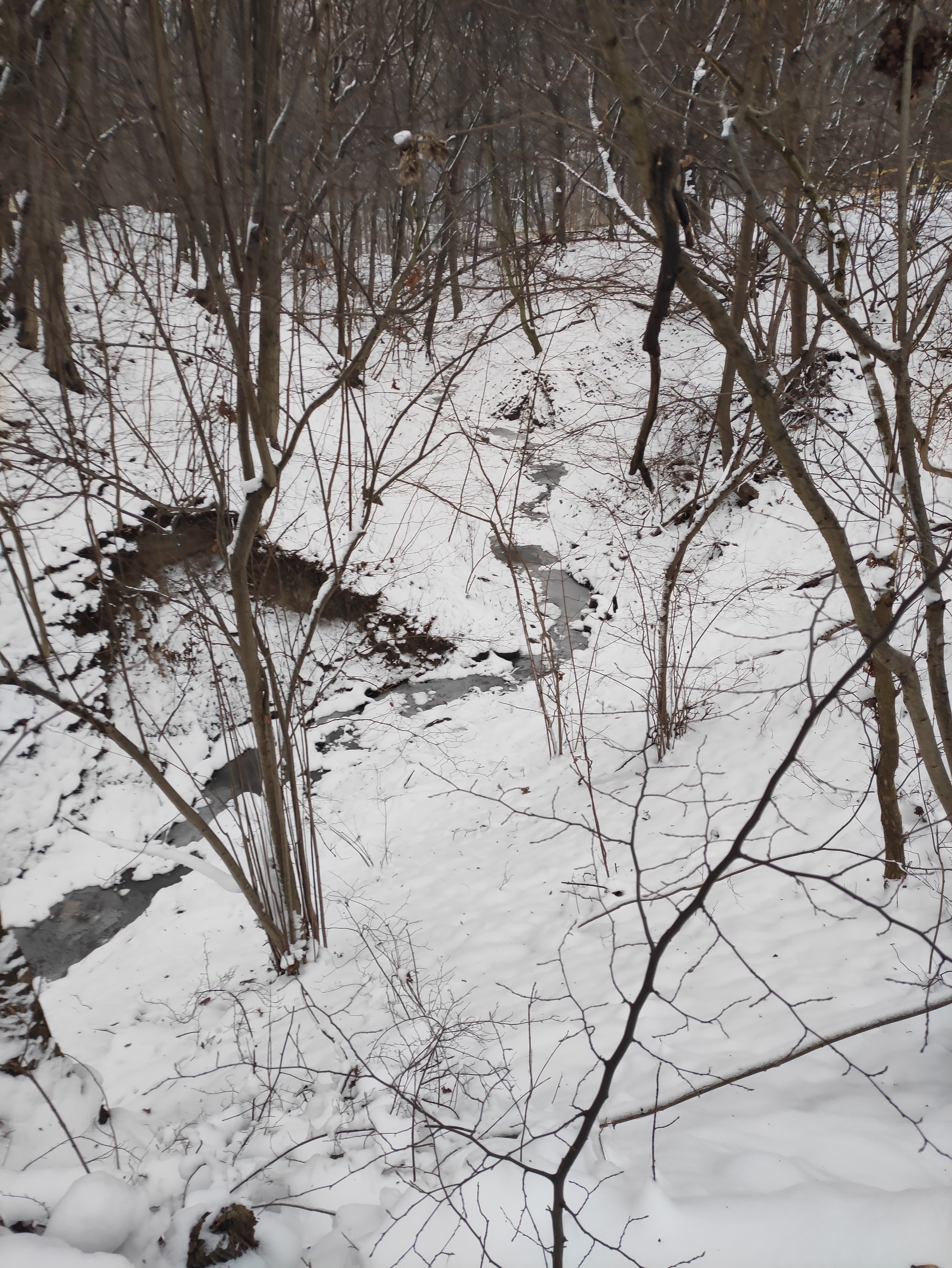
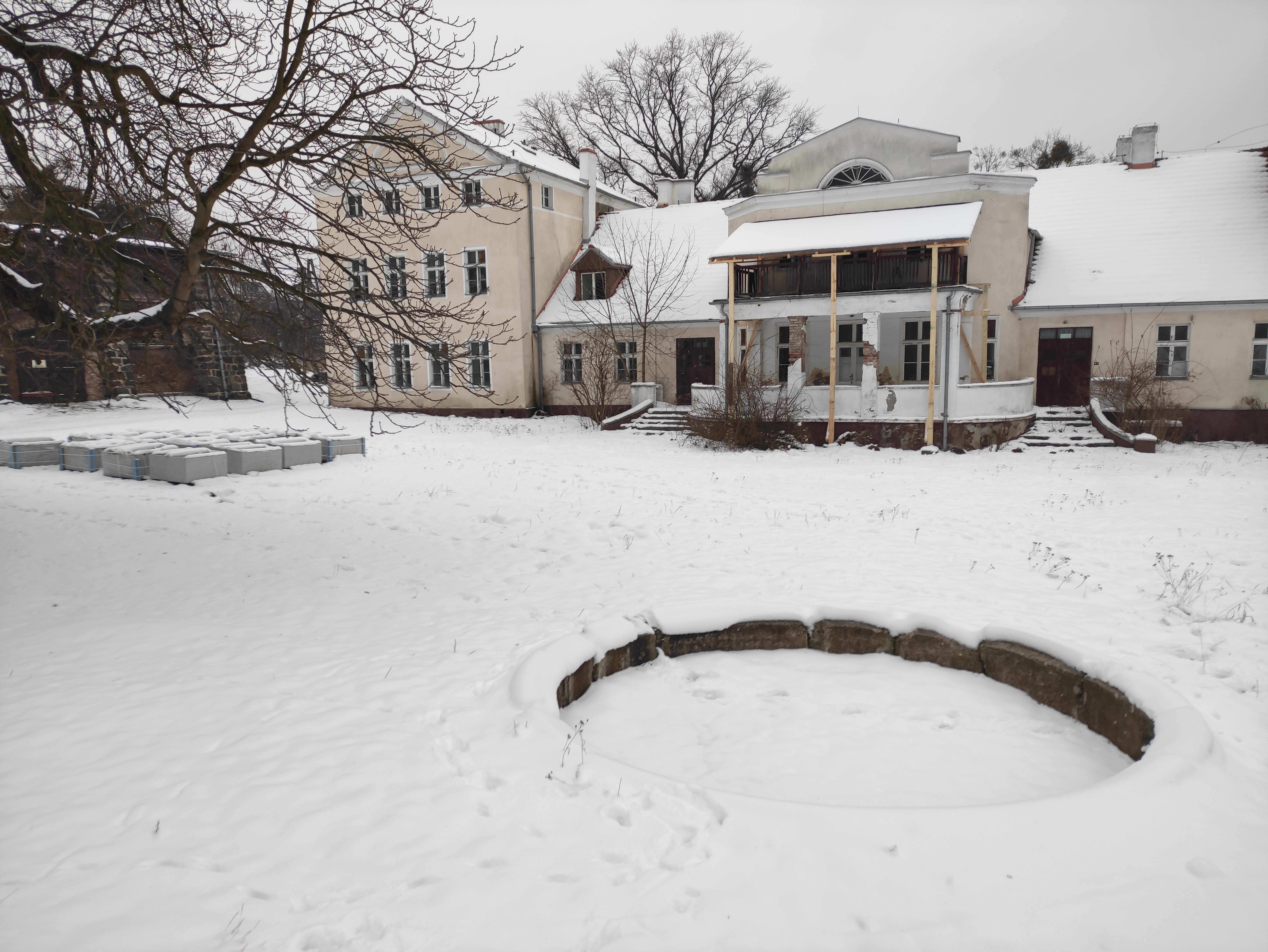
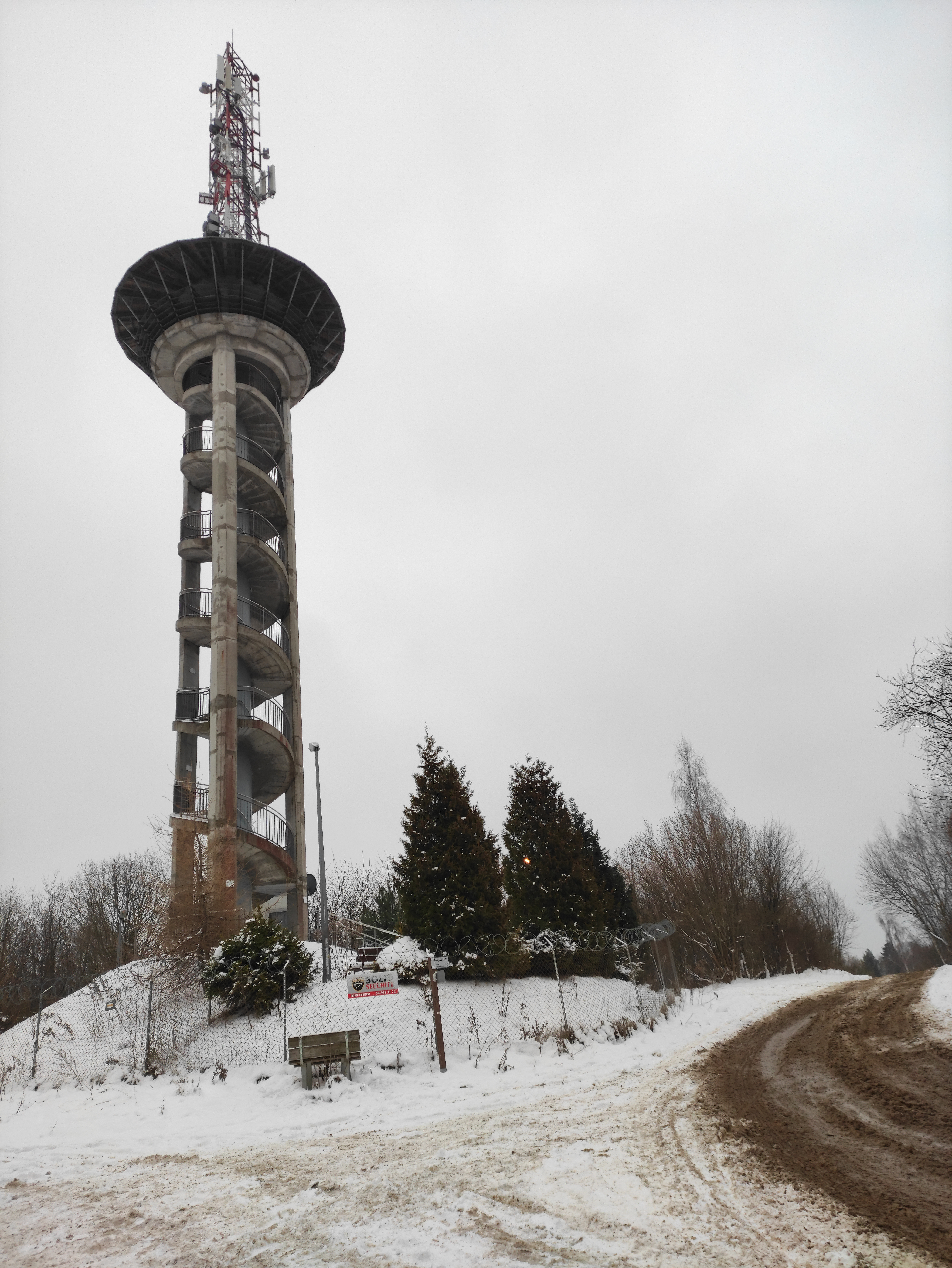